# Liste schwäbischer Adelsgeschlechter/Unsichere Zuordnung

## Unsicher oder Nichtschwäbische Reichskreise
Diese Familien wurden alle von Johann Siebmacher dem Schwäbischen Kreis zugeordnet. Oder sie erhielten im Scheiblerschen Wappenbuch die Zuordnung Schwaben. Eine eindeutige Zuordnung zu einem Stammsitz in Schwaben, konnte in diesem Projekt noch nicht getroffen werden. Solche unsicheren Zuordnungen finden sich oft im Bereich der Kraichgauer Ritterschaft. Aber auch Adelsgeschlechter im Bereich der heutigen Schweiz wurden bis zum Ende des 15. Jahrhunderts (Schwabenkrieg) noch Schwaben zugeordnet.
| Name | Stammsitz                                                           | Stand                                | Bemerkungen | Mitgliedschaft in Adelsvereinigungen, Bündnissen oder Matrikeln                                                                              | Links zu relevanten Bildergalerien | Wappen |
| --- | ------------------------------------------------------------------- | ------------------------------------ | --- | --- | ---------------------------------- | --- |
| Altendorf; Altendorf; 116; 11 |                                                                     |                                      | | |                                    | |
| Altheim | Goldburg bei Mörslingen                                             |                                      | | Leitbracken |                                    | Ingeram-Codex                                                                                                   |
| Aw |                                                                     |                                      | | Leitbracken |                                    | Ingeram-Codex                                                                                                   |
| Babenhausen; Babenhausen; 114; 4 | Babenhausen                                                         | Ritter                               | Wappennachweis; Beziehung zu Schwaben unklar, evtl. mit Babenhausen (Schwaben) verwechselt? | |                                    | |
| Balzhofen | Balzhof (abgegangen bei Cleebronn)                                  |                                      | | Leitbracken |                                    | Ingeram-Codex                                                                                                   |
| Bergen | Kiechlinsbergen                                                     | Ritter (miles)                       | | |                                    | |
| bernholz |                                                                     |                                      | | Leitbracken |                                    | Ingeram-Codex                                                                                                   |
| Bettendorff |                                                                     | Reichsritter Freiherren              | (siehe Liste fränkischer Rittergeschlechter) Obereubigheim (Od, 1694 erworben), Gissigheim (Od, 1702 erworben) Falkenstein und Niederhofheim (Mrh) Gauangelloch, Altwiesloch, Baiertal (pfLh, teilweise umstritten Kr) | laut Siebmacher 1605: Schwäbisch Gesellschaft mit dem Esel Kanton Odenwald (Ritterkreis Franken) Kanton Mittelrheinstrom (Ritterkreis Rhein) |                                    | |
| beyer von rineck |                                                                     |                                      | | Leitbracken |                                    | Ingeram-Codex                                                                                                   |
| Bolstat; Bolstat; 120; 14 | Bollstadt                                                           |                                      | | |                                    | |
| boxsperg | Bocksberg bei Laugna Lkr. Dillingen                                 |                                      | | Leitbracken |                                    | Ingeram-Codex                                                                                                   |
| Bretz; Bretz; 113; 3 |                                                                     |                                      | | |                                    | |
| Füll (von Cammerberg) | Windach, Kammerberg                                                 |                                      | Beziehung zu Schwaben unklar. Das Wappen wird auch den Füllen von Tissen (Rißtissen) zugeschrieben. | |                                    | |
| Die Dürlöcher; Dürlöcher; 115; 10 Durlach?                                                                                              |                                                                     |                                      | Name erscheint in einer Stammtafel des Ulmer Patriziats | |                                    | |
| Eberhardswiler | Ebratsweiler                                                        | Ritter                               | | Leitbracken |                                    | Ingeram-Codex                                                                                                   |
| ebberspach |                                                                     |                                      | | Leitbracken |                                    | Ingeram-Codex                                                                                                   |
| Ega; Ega; 121; 8 | Schwäbisch Hall                                                     | Bürger                               | im 16. Jh. in Tettnang | |                                    | |
| Ehrer; Erer; 112; 15 auch Erer von Sanzenbach                                                                                           | Heilbronn, Gmünd, Hall, Schloss Sanzenbach                          | Patrizier; Ritteradelige             | siehe Franken | Ritterkanton Odenwald |                                    | |
| (Emser von) Ems, Embs |                                                                     |                                      | siehe Franken | |                                    | Ingeram-Codex                                                                                                   |
| Engelhoffer |                                                                     |                                      | Philipp von Engelshofen wird genannt 1554 im Württembergischen Dienerbuch, S. 200. Die Herren von Engelshofen waren ursprünglich Ministeriale der Landgrafen von Leuchtenberg, genannt im ältesten Leuchtenberger Lehenbuch, in: 96. Verhandlungen des Historischen Vereins Oberpfalz, 1955. | Leitbracken |                                    | Ingeram-Codex                                                                                                   |
| Erßlingen |                                                                     |                                      | Wasserschloss Herrenfinningen 1345–1443 Gleiches Wappen wie die Herren von Dießen. | |                                    | |
| Eschach |                                                                     |                                      | | Leitbracken |                                    | Ingeram-Codex                                                                                                   |
| Filenbach, Villenbach |                                                                     |                                      | | Leitbracken |                                    | Ingeram-Codex Scheibler                                                                                         |
| Frowenberg |                                                                     |                                      | die Herren von Frauenberg bei Stuttgart führten ein anderes Wappen! | Leitbracken |                                    | Ingeram-Codex                                                                                                   |
| Fülhin von Tissen | Rißtissen                                                           |                                      | | Leitbracken |                                    | Ingeram-Codex                                                                                                   |
| Furtenbach | Feldkirch, Leutkirch                                                | Adelsstand 1548, Reichsritter        | siehe Franken, im 18. Jhd.: Schnodsenbach, Burgambach, Zeisenbronn | Kanton Steigerwald des Ritterkreises Franken                                                                                                 |                                    | |
| gansser von Gans |                                                                     |                                      | | Leitbracken |                                    | Ingeram-Codex                                                                                                   |
| Die Giengen von Wolfseck; Gienger (Gaenger) von Wolfseck; 114; 6                                                                        |                                                                     |                                      | seit 14. Jh. in Ulm nachgewiesen | |                                    | |
| Die Göder; Göder von Kriegsdorf; 119; 7                                                                                                 | Kärnten                                                             |                                      | in Bayern nachgewiesen, Schwaben unklar | |                                    | |
| Görz | Grafschaft Görz                                                     |                                      | | Leitbracken |                                    | |
| Die Gribel von Kalckenreuth; Gribel von Kalkreut; 120; 11                                                                               |                                                                     |                                      | | |                                    | |
| griffenstain |                                                                     |                                      | | Leitbracken |                                    | Ingeram-Codex                                                                                                   |
| gueltingen |                                                                     |                                      | | Leitbracken |                                    | Ingeram-Codex                                                                                                   |
| gundrichingen |                                                                     |                                      | | Leitbracken |                                    | Ingeram-Codex                                                                                                   |
| Haldermanstetten oder Haltermannstetten (Stettner)                                                                                      | Niederstetten (Haltenbergstetten)                                   | Reichsritter                         | 15. Jh. Tannenburg als ellwangisches Lehen | Kanton Altmühl des Ritterkreises Franken (16. Jh., später erloschen)                                                                         |                                    | |
| Hausen; 119; 11 (Mauser bei Siebmacher handschriftlich in Hausen richtig korrigiert) im Scheiblerschen Wappenbuch zu Franken gerechnet! | Weiboldshausen bei Weißenburg i.Bay.                                | ritterbürtig                         | zu Weiboldshausen und Bergen, Lkr. Weißenburg-Gunzenhausen, gesessen. Besitzungen in Georgensgmünd, Petersgmünd und Roth. Hans von Hausen war Amtmann zu Weißenburg ab 1362. Endreß/Andreas starb als Letzter seiner Familie 1549. | |                                    | |
| Heideck |                                                                     |                                      | ein nach Burg Haideck bei Trochtelfingen benanntes Geschlecht wird im 12./13. Jh. erwähnt; die Wappen der in der Gesellschaft im Leitbracken in Schwaben und im Fürspang in Franken beteiligten Familien unterscheiden sich in der Farbfolge (blau-weiß-rot, bzw. rot-weiß-blau) | Leitbracken |                                    | Ingeram Codex: Gesellschaft im Leitbracken von Schwaben Ingeram Codex: Gesellschaft in der Fürspang von Franken |
| Herbishofen | nach Alberti nicht Herbertshofen; evtl. Herbishofen oder Erbishofen |                                      | erwähnt 1296–1439 | |                                    | |
| Hofwart | Kirchheim unter Teck?                                               | Bürgerlich                           | Verschiedene Wappen deuten auf unterschiedliche Linien oder gar Familien hin. Württembergische Linie † 1399, Linie Münzesheim † 1675. | Leitbracken | Scheibler                          | Siebmacher Franken                                                                                              |
| Hohen Püechbach; Hohenpuechbach; 114; 12                                                                                                | Hohenpuchbach bei Neumarkt-Sankt Veit                               |                                      | Beziehung zu Schwaben unklar | |                                    | |
| Hornberg (Neckar?) |                                                                     |                                      | | Gesellschaft mit dem Esel |                                    | |
| Hyrnbach, hürnpach |                                                                     |                                      | Hürnbach? | Leitbracken |                                    | Ingeram-Codex Scheibler                                                                                         |
| Iberg? |                                                                     |                                      | Yburg?, aber bei Kindler von Knobloch nicht erwähnt; bis auf Helmzier gleiches Wappen wie Stetten und Bartenau, beides Seitenlinien derer von Bartenstein | |                                    | |
| katzenstain |                                                                     |                                      | die Herren von Katzenstein bei Meran führten eine Katze im Wappen; Beziehung zu Schwaben unklar, evtl. fälschlich auf Burg Katzenstein bezogen? | Leitbracken |                                    | Ingeram-Codex                                                                                                   |
| Kellner (von Zinnendorf) | Augsburg                                                            | Adelsstand seit 1588                 | Johann Wilhelm Kellner von Zinnendorf | |                                    | |
| Kemnaten? | Oberkemmathen                                                       | Ritter                               | 13. Jh. Oberkemmathen (Lkr. Ansbach), 14./15. Jh. Besitz im Raum Crailsheim, Ellwangen, Heidenheim | |                                    | |
| klingenstain |                                                                     |                                      | 1363 siegelt Albrecht von Klingenstein mit diesem Wappen; Beziehung zu Klingenstein unklar | Leitbracken |                                    | Ingeram-Codex                                                                                                   |
| Kronhein; Kronhein; 111; 11 | Cronheim                                                            |                                      | Beziehung zu Schwaben: Hans von Cronheim († um 1427) kaufte einen Teil des Schlosses Burleswagen bei Crailsheim von Weiprecht von Wolmershausen und verkaufte 1406 diesen Teil weiter an Jörg Lankwarter. – Freies Rittergeschlecht welches ihren Stammsitz in Cronheim (Gunzenhausen) hatten. Ein Wappenstein der Herren von Kronheim am Schloss in Cronheim zeigt die Jahreszahl 1477, bei Bundschuh falsch angegeben mit 1111. | |                                    | |
| Truchsess von Kühlenthal | Kühlenthal                                                          | bischöflich-augsburgische Truchsesse | | Leitbracken |                                    | Ingeram-Codex                                                                                                   |
| Landsee | ?                                                                   |                                      | Titel und Wappen 1662 an die Konstanzer Familie Dietrich übergegangen; Glatt (1680–1706) | Leitbracken |                                    | Ingeram-Codex                                                                                                   |
| Die Lemblein; Lemblein; 116; 10 |                                                                     |                                      | vermutlich handelt es sich um die Lemblin zu Rennertshofen, daneben gab es die Heilbronner Familie Lemmlin von Thalheim sowie Bürgergeschlechter in Nürnberg, Straßburg, …, die allesamt ähnliche Wappen führten | |                                    | |
| lenler |                                                                     |                                      | | Leitbracken |                                    | Ingeram-Codex                                                                                                   |
| Liechtenau; Liechtenau; 121; 10 |                                                                     |                                      | Alberti hält diese Familie wegen des ähnlichen Wappens für einen Zweig der Herren von Lichteneck; Kindler vermutet einen Zusammenhang mit Lichtenau (Weichering) | |                                    | |
| Lichtenstein; Lichtenstain | Burg Lichtenstein bei Leifers                                       |                                      | fälschlich bei Schwaben einsortiert, beachte Gemeindewappen von Karneid und Leifers | |                                    | |
| Mönsheim | Mönsheim                                                            |                                      | erwähnt von 1253 bis 1431 | Leitbracken |                                    | Ingeram-Codex                                                                                                   |
| Ot marschalk |                                                                     |                                      | | Leitbracken |                                    | Ingeram-Codex                                                                                                   |
| Messenhussen | Massenhausen                                                        |                                      | | Leitbracken |                                    | Ingeram-Codex                                                                                                   |
| motzenberg |                                                                     |                                      | | Leitbracken |                                    | Ingeram-Codex                                                                                                   |
| Erringer von Nordendorf | Nordendorf                                                          |                                      | | Leitbracken |                                    | Ingeram-Codex                                                                                                   |
| Öttlingen, Otelingen, Ettling bei Siebmacher unter Bayerische geführt                                                                   |                                                                     |                                      | | Leitbracken |                                    | Ingeram-Codex                                                                                                   |
| ploß |                                                                     |                                      | | Leitbracken |                                    | Ingeram-Codex                                                                                                   |
| possen poppen = Poss von Flachslanden?                                                                                                  |                                                                     |                                      | | Leitbracken |                                    | Ingeram-Codex                                                                                                   |
| Randenburg | Randenburg bei Schleitheim                                          | Ritter                               | | Leitbracken |                                    | Ingeram-Codex                                                                                                   |
| scheffolt |                                                                     |                                      | Alberti erwähnt das Wappen, kann es aber nicht zuordnen | Leitbracken |                                    | Ingeram-Codex                                                                                                   |
| schnellstorff |                                                                     |                                      | | Leitbracken |                                    | Ingeram-Codex                                                                                                   |
| Schragen; Schrag; 112; 7 |                                                                     |                                      | Zweig der Herren von Knöringen | |                                    | |
| Schwenden | Wolfertschwenden                                                    |                                      | | Leitbracken |                                    | Ingeram-Codex                                                                                                   |
| Die Schwickel; Schwickel; 117; 6 |                                                                     |                                      | | |                                    | |
| Seffler, Seveler | Söflingen?                                                          |                                      | ab Mitte 13. Jh. in Ulm nachgewiesen, erwähnt bis 1420 | Leitbracken |                                    | Ingeram-Codex                                                                                                   |
| Sparneck |                                                                     |                                      | welche Verbindungen hatten die Sparnecker zu Schwaben? | |                                    | |
| Stainhaimb? |                                                                     |                                      | | |                                    | |
| Stetten „mit dem Fisch“ | Gailenkirchen                                                       |                                      | Stammesgleich oder Nachfahren der Stadtadelsfamilie Feldner (Veldner) aus Hall | Leitbracken |                                    | Ingeram-Codex                                                                                                   |
| Die Stöckel; Stöckel; 121; 9 |                                                                     |                                      | evtl. die Ulmer Familie Stöckel, seit 16. Jh. in Nürnberg | |                                    | |
| Die Störn von Ostrach; Stör von Ostrach; 120; 12 = Storr von Ostrach                                                                    | Schwäbisch Gmünd                                                    | Adelsstand seit 1740                 | evtl. Bezug zu erloschenem Geschlecht von Ostrach | |                                    | |
| Sulchingen |                                                                     |                                      | | Leitbracken |                                    | Ingeram-Codex                                                                                                   |
| Sulmingen (von Ror) | Sulmingen                                                           |                                      | | Leitbracken |                                    | Ingeram-Codex                                                                                                   |
| Thanheim |                                                                     |                                      | Wappen in Lit. erwähnt, aber ohne Zuordnung zu einem Geschlecht oder Stammsitz | Leitbracken |                                    | Ingeram-Codex                                                                                                   |
| Tanneck „gen. Rugg“; Tanneck; 118; 1 | Burg Tanneck bei Bonndorf im Schwarzwald                            | Edelknechte                          | † 1466? Nach Lit. handelt es sich bei den Rugg von Tanneck um ein Schweizer Geschlecht, das ein anderes Wappen führte! | |                                    | |
| Tuchsenhausen |                                                                     |                                      | Wappen ähnlich Diemantstein | Leitbracken |                                    | Ingeram-Codex                                                                                                   |
| Truttlingen, Truchtlingen | Treuchtlingen                                                       |                                      | | Leitbracken |                                    | Ingeram-Codex                                                                                                   |
| turn |                                                                     |                                      | | Leitbracken |                                    | Ingeram-Codex                                                                                                   |
| Uchtenried, Uttenried | Autenried                                                           |                                      | | Leitbracken |                                    | Ingeram-Codex                                                                                                   |
| Utzlingen; Utzlingen; 119; 14 | Itzlingen                                                           |                                      | †15. Jh. | |                                    | |
| wäll |                                                                     |                                      | | Leitbracken |                                    | Ingeram-Codex                                                                                                   |
| wals |                                                                     |                                      | | Leitbracken |                                    | Ingeram-Codex                                                                                                   |
| Waltkirch |                                                                     |                                      | | Leitbracken |                                    | Ingeram-Codex                                                                                                   |
| wasserburg |                                                                     |                                      | | Leitbracken |                                    | Ingeram-Codex                                                                                                   |
| werwag |                                                                     |                                      | | Leitbracken |                                    | Ingeram-Codex                                                                                                   |
| Weyher | Weiher?                                                             |                                      | Zweig der Herren von Zeutern? | Leitbracken |                                    | Ingeram-Codex                                                                                                   |
| windeck |                                                                     |                                      | | Leitbracken |                                    | Ingeram-Codex                                                                                                   |
| wissenpach |                                                                     |                                      | das Wappen ist das des sächsischen Geschlechts von Weißenbach; Beziehung zu Schwaben unklar | Leitbracken |                                    | Ingeram-Codex                                                                                                   |
| wissenbach |                                                                     |                                      | | Leitbracken |                                    | Ingeram-Codex                                                                                                   |
| Wolfsattel |                                                                     |                                      | im 13./14. Jh. auf Burg Liebenthann bei Obergünzburg | Leitbracken |                                    | Ingeram-Codex                                                                                                   |
| Zaiskam | Zeiskam                                                             |                                      | Kraichgau? | |                                    | |

## Kann nach vorn
| Name   | Stammsitz   | Stand                                 | Bemerkungen | Mitgliedschaft in Adelsvereinigungen, Bündnissen oder Matrikeln | Links zu relevanten Bildergalerien | Wappen        |
| ------ | ----------- | ------------------------------------- | ----------- | --------------------------------------------------------------- | ---------------------------------- | ------------- |
| Lochun | Burg Lochau | Ministerialen der Grafen von Montfort |             | Leitbracken                                                     |                                    | Ingeram-Codex |